# Cristina Scarlat
Cristina Scarlat (Chișinău, 3 marzo 1981) è una cantante moldava.
Ha partecipato all'Eurovision Song Contest 2014 come rappresentante della Moldavia presentando il brano Wild Soul, con il quale è riuscita a classificarsi ultima nella semifinale.